# Eustrotia iranica
Eustrotia iranica là một loài bướm đêm trong họ Noctuidae.